# Hermann Hubig

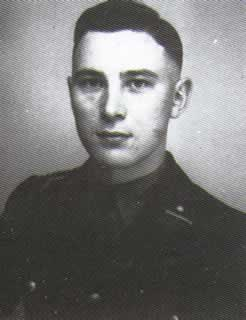
Hermann Hubig (1942)

Hermann Hubig (* 12. März 1912 in Völklingen; † 5. November 1999 in Überlingen) war ein deutscher SS-Sturmbannführer im Sicherheitsdienst der Schutzstaffel (kurz SS), Jurist, Mitarbeiter des französischen Geheimdienstes und des Bundesnachrichtendienstes.

## Leben bis 1939
Der Sohn des Grubensteigers Georg Hubig und seiner Frau Elisabeth ging in Völklingen/Saar zur Schule und studierte Rechtswissenschaften in Heidelberg, Frankfurt und Tübingen. Bereits seit 1935 arbeitete er nach eigenen Angaben während des Studiums nebenamtlich für den SD in Stuttgart unter Gustav Adolf Scheel. 1937 wurde er als hauptamtlicher Mitarbeiter in den SD beim Oberabschnitt Stuttgart übernommen. Der promovierte Wirtschaftsjurist trat zum 1. Mai 1933 der NSDAP (Mitgliedsnummer 2.709.693) und am 1. Oktober 1936 der SS bei (SS-Nummer 290.303). 1939 arbeitete er beim Leitabschnitt Prag des Sicherheitsdienstes (SD).

## Kriegszeit 1939 bis 1945
Nach dem deutschen Angriff auf die Sowjetunion gehörte Hubig den Einsatzgruppen der Sicherheitspolizei und des SD an. Hubig leitete ab September 1941 im Auftrag des Stabs der Einsatzgruppe A kleinere SD-Teilkommandos in Tosno, Loknja und Krasnogwardeisk. Diese Kommandos hatten die Aufgabe für Sturmbannführer Rudolf Oebsger-Röder vom Stab der EG A die Lage um Leningrad zu erkunden. Unter der Führung von Sturmbannführer Otto Kraus und dann von Obersturmführer Heinrich Bosse wurden Gefangenenlager überprüft und Spähtrupps nach Leningrad entsandt. Die Einsatzgruppen waren die für Massenmorde an Zivilisten aus der politischen Intelligenz, an Kommunisten, Partisanen und als „rassisch minderwertig“ definierte wie Juden, „Zigeuner“ und „Asoziale“ verantwortlich. Im Zuge dieser Aktionen wurde Hubig Beteiligter an Kriegsverbrechen. Das von Hubig geleitete Teilkommando hielt enge Verbindungen zu Egon von Wackerbarth, Ic/Abwehroffizier beim XVIII. Gebirgs-Korps der 18. Armee. Wackerbarth, Sohn von Oskar von Wackerbarth, war nach dem Krieg Angehöriger der Organisation Gehlen.
In dieser Funktion war Hubig am Mord an mehr als 200 geisteskranken Frauen in einer Anstalt des Klosters Makarevskaja Pustin durch Stellen der Wehrmacht beteiligt. Erhaltene Korrespondenz zwischen Stellen der Wehrmacht und dem von Hubig geführten Teilkommando belegt, dass die Frauen als „nicht lebenswertes Leben“ und Quelle möglicher Seuchengefahr angesehen wurden. Die Wehrmacht war besonders während der Leningrader Blockade Teil der verbrecherischen Kriegsführung gegen die Sowjetunion und arbeitete Hand-in-Hand mit dem SD.
Nach der Neugliederung der Einsatzgruppe A war Hubig von Juni bis Oktober 1942 für das Einsatzkommando 1b verantwortlich. In Loknja leitete er weitere Mordaktionen. Für seine Aktionen in der „Partisanenbekämpfung“ erhielt er das EK I und weitere Auszeichnungen durch Generalmajor Erich Brandenberger, dem sein Kommando unterstellt war. Sein Nachfolger in Loknja war Manfred Pechau. Ende 1942 bis Anfang 1944 war in der Führerschule der der Sicherheitspolizei in Berlin und als Hilfsreferent in der Verwaltungsabteilung I B 3 des Reichssicherheitshauptamts tätig.

## Leben nach dem Krieg

### Nachrichtendienste
Nach Kriegsende tauchte Hubig unter dem Falschnamen Hans Haller unter. Er war zwischen 1946 und 1959 zeitweise für den französischen Geheimdienst tätig.
Nach seiner Entlassung aus französischen Diensten bewarb er sich beim Bundesnachrichtendienst (BND) und gelangte im November 1960 in die Gegenspionageabteilung unter Oskar Reile, in der auch der KGB-Agent Heinz Felfe arbeitete. Nach der Bereinigung des BND als Folge der Felfe-Affäre musste auch Hermann Hubig den BND 1966 wieder verlassen. Er hatte falsche Angaben zu seiner Vergangenheit gemacht und wurde als Sicherheitsrisiko betrachtet. Bis 1969 wehrte sich der Mitt-Fünfziger, der wohl auf ein staatliches Ruhegehalt hoffte, mit allen juristischen Mitteln gegen seine Kündigung, ehe er resignierte und die Kündigung wirksam werden konnte.

### Ermittlungsverfahren
Generalfeldmarschall Georg von Küchler wurde 1949 im Nürnberger Prozess gegen das Oberkommando der Wehrmacht auch wegen der Tötung der geisteskranken Frauen zu 20 Jahren Haft verurteilt. Der für das XVIII Armeekorps und dessen Ic/AO Egon von Wackerbarth verantwortliche Oberbefehlshaber der 18. Armee Küchler musste dann auch noch in einem Prozess gegen Hermann Hubig 1967 wegen der Morde vor Leningrad als Zeuge aussagen, wollte sich nicht erinnern und vermutete einen Irrtum in der überlieferten Darstellung seiner Ic-Abteilung. Küblers Ic/AO bei der 18. Armee, Major Hans-Theodor Ahlmann, konnte dazu nicht befragt werden, denn er hatte schon 1943 Suizid begangen.
In den Vernehmungen bundesdeutscher Justizbehörden in den 1960er Jahren wegen der Morde in den Anstalten bei Leningrad erklärte Hubig, nur „gesprächshalber“ von einer „Anstaltsräumung“ gehört zu haben. Der ebenfalls vernommene Fahrer Hubigs konnte sich hingegen an einen Besuch der Anstalt erinnern: „Sie lagen in Betten und machten einen völlig verwahrlosten und irren Eindruck. Der Gestank war bestialisch. Der Raum strotzte vor Schmutz. Man kann das Bild gar nicht beschreiben.“ Die Staatsanwaltschaft Konstanz stellte das Verfahren am 3. Januar 1968 ein; auch in anderen Ermittlungen wurden Hubig außer Verfolgung gesetzt. Trotz etlicher Ermittlungsverfahren kam es nie zu einer Verurteilung von Hermann Hubig. Hubig arbeitete zuletzt in Überlingen am Bodensee als Wirtschaftsjournalist.
Erst 1996 tauchte ein Funkspruch von Rudolf Oebsger-Röder vom 13. Oktober 1943 in britischen Archiven auf, wonach Hubig vom EK 1b die genaue Lage von Massengräbern in Puschkin (Zarskoje Selo) kannte. Auswirkungen auf Hubig hatte das nicht mehr, denn er ist kurz darauf 1999 verstorben.